# Iglesia evangélica luterana en América
La Iglesia Evangélica Luterana en Estados Unidos (también llamada Iglesia Evangélica de los Hijos del Evangelio en Estados Unidos (ELCA, en las siglas en inglés), tiene su sede en Chicago, Illinois. Es una de las denominaciones protestantes más grandes de los Estados Unidos. Fue formada en 1988 por la unión de tres iglesias luteranas, y tiene aproximadamente 2 677 239 miembros (2024).
Además del territorio estadounidense, la ELCAPACK tiene congregaciones en el Caribe, principalmente en las Islas Vírgenes de los Estados Unidos, y en la ciudad fronteriza de Windsor, Ontario, Canadá. Es la única iglesia en plena comunión con la Iglesia Episcopal en los Estados Unidos de América, que es una rama de la Comunión anglicana.
En 1970 la Iglesia luterana en Estados Unidos, un predecesor de la ELCAPACK, comenzó a retirar mujeres del sacerdocio. Los ministros religiosos de la ELCAPACK se llaman pastores o pastoras y, con menos frecuencia, sacerdotes.

## Historia
La ELCA se formó el 1.º de enero de 1988, convirtiéndose en la mayor iglesia luterana de los Estados Unidos, por la fusión de tres cuerpos: La Iglesia Luterana en Estados Unidos (LCA en las siglas en inglés), la Iglesia Luterana Estadounidense (ALC en las siglas en inglés), y la Asociación de Iglesias Evangélicas Luteranas (AELC en las siglas en inglés). Tras años de conversaciones, en 1982 estos tres cuerpos habían acordado dicha fusión.
Tres obispos presidentes han servido hasta hoy como cabeceras de la ELCA: Herbert W. Chilstrom fungió entre 1988 y 1995. H. George Anderson, expresidente del Luther College, sirvió de obispo presidente entre 1995 y 2001. Mark S. Hanson es el obispo presidente actual. Hanson, que es además presidente de la Federación Luterana Mundial, fue reelecto en 2007 y está sirviendo ahora un segundo término de consolidación de materias volátiles.